# محموله (فیلم ۲۰۰۹)
«محموله» (انگلیسی: Cargo (2009 film)) فیلمی در ژانر علمی–تخیلی و ماجرایی است که در سال ۲۰۰۹ منتشر شد.